# Achada
Achada ist eine portugiesische Gemeinde (Freguesia) im Kreis (Município) Nordeste auf der Azoreninsel São Miguel. In ihr leben 387 Einwohner (Stand 19. April 2021).